# Projeto de Rubem de Luna Dias, Belfort de Arantes e Hélio de Luna Dias para o Plano Piloto de Brasília
O Projeto de Rubem de Luna Dias, Belfort de Arantes e Hélio de Luna Dias para o Plano Piloto de Brasília, chamado por eles de Plano Piloto para a Futura Capital do Brasil, foi um dos projetos submetidos ao Concurso Nacional do Plano Piloto para a construção da nova capital do Brasil, realizado a partir de 30 de setembro de 1956, com critério de abranger o traçado básico da cidade e estrutura urbana. A proposta da equipe era a de número 10.
O plano de Rubem, Belfort e Hélio é inspirado pela inovação modernista e alinhado pelos dados históricos e soluções vanguardistas, ou seja, duas metodologias utilizadas para esclarecer um projeto híbrido e eclético.

## Contexto

### Inscrição para o concurso

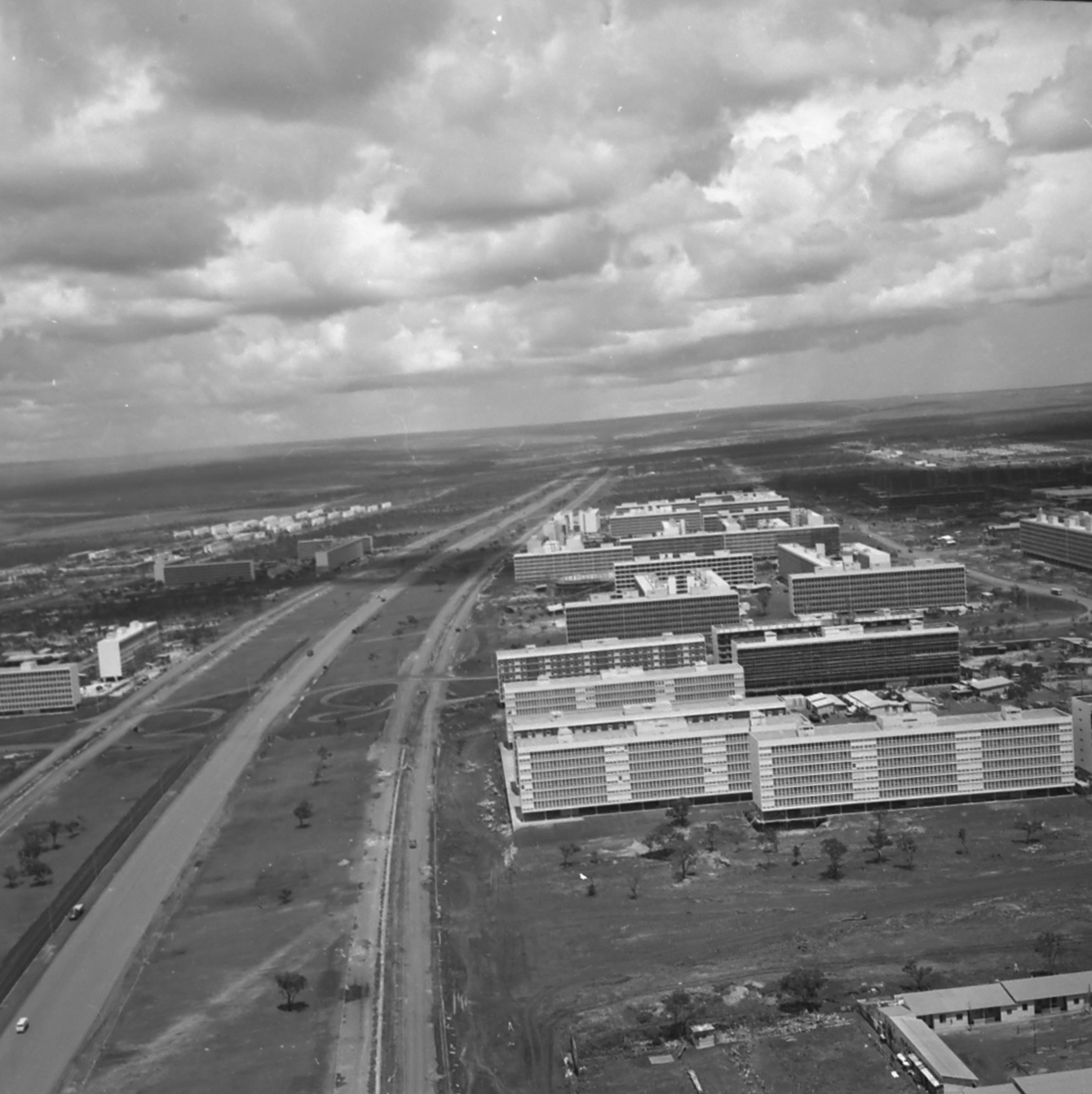
O concurso para o Plano Piloto de Brasília foi criado em setembro de 1956 visando a construção da nova capital federal, inaugurada em 1960.

Em 30 de setembro de 1956, o Diário Oficial da União publicou o edital do concurso de construção para o Plano Piloto de Brasília, sendo que o projeto deve abranger o traçado básico da cidade e características da estrutura urbana. Além disso, os concorrentes tiveram que apresentar elementos para evidenciar seus planos como: esquema cartográfico para a área do Distrito Federal, os cálculos e abastecimento de energia elétrica, água e transporte; programa de desenvolvimento da cidade, a estabilidade econômica da região, entre outros.
Somente profissionais como arquitetos, engenheiros ou urbanistas que puderam participar do concurso, sendo que o projeto teve que ser apresentado em até 120 dias (desde o dia de inscrição) e executado por meio de tinta e cópia heliográfica. Os autores do projeto que ficaram em primeiro, segundo, terceiro, quarto e quinto lugar foram premiados com um milhão de cruzeiros, quinhentos mil, quatrocentos mil, trezentos mil e duzentos mil, respectivamente.

## As influências
Oscilando pela inovação modernista, o projeto destaca uma metodologia que se alinha aos dados históricos e soluções vanguardistas no desenvolvimento do Plano Piloto de Brasília. Os candidatos do plano, composto por Rubem de Luna Dias, Belford de Arantes e Hélio de Luna Dias, incorporam os dois métodos para a definição de um projeto híbrido. 
Os autores, vindos de atividades da construção civil,, fizeram carreira em construtoras da época e tinham uma postura eclética, vinda de suas tradições neocoloniais, por isso o projeto tinha as características modernas, essenciais para a concorrência, já que era sabido que a comissão julgadora teria tendência pro modernismo, mas também experiência histórica mais tradicional. A influência do Congresso Internacional da Arquitetura Moderna (CIAM) era nítida no centro urbano humanizado e multifuncional, mas o traçado e a expansão eram baseados na experiência prática nas cidades já construídas. Não há um predomínio de ideias, sendo mais focado na aplicabilidade do que no ideal e nas pesquisas de cidades tão variadas quanto Chandigarh, Roma, Camberra, Washington e São Paulo.

## O Plano de Rubem, Belfort e Hélio
A implantação da cidade no plano da equipe é bem maior que as dos demais projetos, apenas sendo comparável a do projeto de Carlos Cascaldi, João Vilanova Artigas, Mário Wagner Vieira da Cunha, Paulo de Camargo e Almeida. A densidade habitacional acabou ficando baixa, entre 31 e 51 habitantes por hectare nas residências unifamiliares e 200 na região dos blocos. A expansão habitacional se daria na zona no noroeste do plano, com a estranha justificativa de que as cidades se expandem para o poente baseadas em observações de cidades antigas.
A equipe usa o ponto mais alto do terreno para ser seu centro da cidade, de onde parte as avenidas monumentais. Ao leste da cidade, uma avenida perimetral de 50 quilomêtros, que contorna a cidade, se conectariam as monumentais, que teriam 9 e 5 quilômetros. Lá também foi colocado pela equipe um cinturão verde. Os centros de transporte ficam nas bordas do plano. Esse projeto é bem menos setorizado que seus concorrentes, mesmo que o centro e as zonas residenciais estejam definidas, boa parte do projeto é plurifuncional, com áreas de preservação do meio ambiente, áreas de lazer e comércio espalhadas conforme a topografia.